# Teriimaevarua III
Teariimaevarua III (1871-1932), membre de la dynastie des Pōmare, fut la dernière Reine de Bora-Bora de 1873 à son abdication le 21 septembre 1895, à la suite de l'annexion du royaume par la France. 

## Biographie

### Jeunesse
Membre de la famille royale Pōmare, Teariimaevarua est la petite-fille de la reine Pōmare IV de Tahiti et la fille cadette de Tamatoa V Pōmare, le roi déchu de Raiatea et de son épouse Moe a Ma'i. Elle est née peu de temps après la déposition de son père et a grandi à Tahiti en tant que petite-fille de la reine. 
Durant son enfance, elle est désignée par sa tante paternelle la reine Teriimaevarua II, comme héritière de Bora-Bora.

### Reine de Bora-Bora

#### Accession

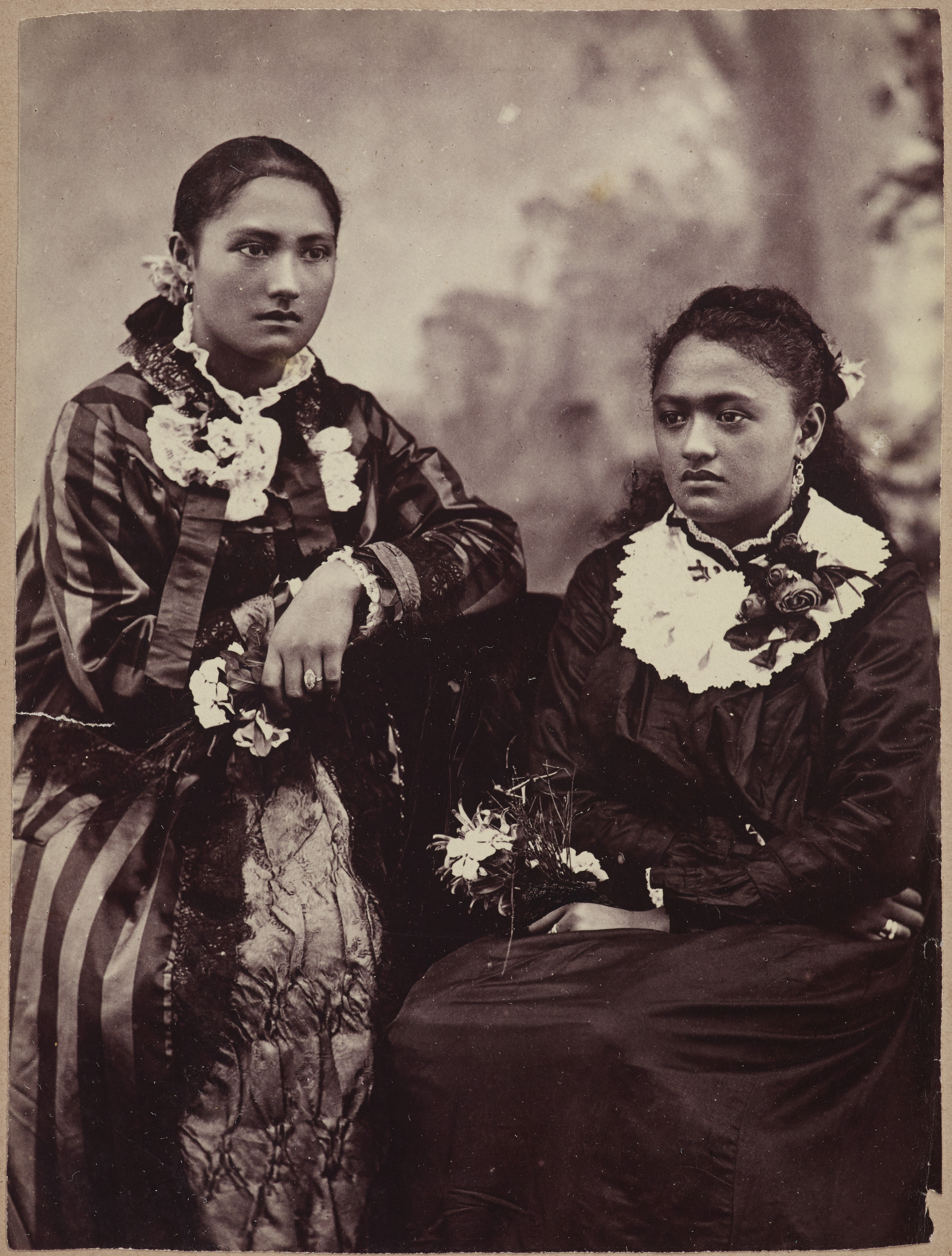
La reine et sa sœur aînée la princesse Teriivaetua.

Elle succède au trône de l'île au décès de sa tante et mère adoptive, la reine Teriimaevarua II en 1873. Cependant, étant mineure, c'est son oncle Temauiari'i a Ma'i, qui assure la régence en son nom.
Elle règne sous le nom de Teriimaevarua III.

#### Mariage
Elle épouse, en 1884, à Bora-Bora, son cousin germain le Prince Hinoi Pōmare, également petit-fils de la reine Pōmare IV. Elle en divorce en 1887. Cette union reste sans enfant.

#### Règne
Sous le règne de Teriimaevarua III, la situation internationale se modifie. En effet, la convention de Jarnac, garantissant l’indépendance des îles Sous-le-Vent, n’engage que ses deux signataires, la France et la Grande-Bretagne. Or, à partir de 1878, l’Allemagne semble s’intéresser de près aux îles Sous-le-Vent. En 1879, les Allemands tentent de nouer des alliances avec Raiatea et Bora-Bora. Les deux îles refusent, et Teriimaevarua III informe le gouvernement français de la tentative allemande. Pour la France, il devient urgent d’abroger la convention de Jarnac, afin d’empêcher l’installation d’une puissance rivale aux portes de l'Océanie, d’autant qu’avec l’ouverture attendue du canal de Panamá, la position des îles de la Société deviendrait stratégique.
Pour faire face aux tentatives allemandes, Raiatea et Tahaa sollicitent d’ailleurs la protection de la France en 1880. Entre 1880 et 1887, ces deux îles sont placées sous le protectorat provisoire de la France. En premier lieu, les chefs et la Reine de Bora-Bora se déclarent quant à eux prêts à accepter le protectorat français, sous réserve d’un accord britannique, puis se montrent ensuite hostiles à une remise en cause de leur indépendance par la France. Le protectorat est ainsi rejetée. Pendant ce temps, la France et l'Angleterre négocient l'abrogation de la convention de Jarnac. C'est chose faite en octobre 1887.

#### Annexion à la France
En mars 1888, le gouverneur des Établissements Français de l'Océanie, Lacascade, procède à l'annexion de l'île. Cet acte politique n'a aucune valeur puisque les autorités royales n'ont aucunement apposés leur consentement au document d'annexion.
D'ailleurs, la monarchie, à travers la reine et son gouvernement, continue à exister jusqu'en 1895. 

### Abdication et fin de vie
Le Royaume de Bora-Bora est officiellement annexée par la France, le 19 mars 1898, Bora-Bora devient un territoire français. La reine abdique mais avec des conditions. Le gouvernement français accepte en échange de sa renonciation au trône de lui verser une pension à vie, de l'autoriser à résider au palais royal jusqu'à sa mort et de porter également le titre de « reine ». 
La reine Teariimaevarua décède le 19 novembre 1932 dans son ancien royaume.

## Titulatures
- 28 mai 1871 - 12 février 1873 Son Altesse Royale la princesse héritière de Bora-Bora.
- 12 février 1873 - 21 septembre 1895 Sa Majesté la reine Teariimaevarua de Bora-Bora.

Le royaume est annexé à la France en 1895
- 21 septembre 1895 - 19 novembre 1932 Sa Majesté la reine Teariimaevarua III Pōmare.